# Charles Henry Bentinck
Rev. Sir Charles Henry Bentinck (* 23. April 1879; † 26. März 1955) war ein britischer Diplomat.

## Leben
Charles Henry Bentinck gehörte der jüngeren westfälischen Linie der Adelsfamilie Bentinck an und war das dritte von sieben Kindern und der zweite Sohn des Henry Charles Adolphus Frederick William Bentinck (1846–1903) und Henrietta Eliza Cathcart McKerrall (1848–1934). Sein Vater war der zweite Sohn des Carl Anton Ferdinand Graf von Bentinck (1792–1864). Sein ältester Bruder war Robert Charles Graf Bentinck (1875–1932).
Charles Henry Bentinck wurden von privaten Hauslehren erzogen und studierte am Trinity College der Universität Cambridge.
Er trat 1904 in den auswärtigen Dienst und arbeitete für diesen von 1905 bis 1906 in Berlin, von 1906 bis 1908 in Sankt Petersburg und von 1908 bis 1914 in Den Haag. In diesem Zeitraum übernahm er mehrmals die Funktion des Geschäftsträgers in Abwesenheit eines als solchen ernannten oder höherrangigen Diplomaten.
Den Ersten Weltkrieg verbrachte er in Tokio, kehrte 1919 nach Großbritannien zurück und arbeitete dort im Foreign Office, bis er 1920 als Berater nach Athen gesandt wurde. Dort diente er als britischer Gesandter der Finanzkommission, die Griechenland nach dem Griechisch-Türkischen Krieg überwachte. Im Rahmen der Birthday Honours 1923 wurde er als Companion des Order of St. Michael and St. George ausgezeichnet.
Von 26. November 1924 bis 1925 diente er als Generalkonsul in München. Darauf folgten die Jahre 1925 bis 1929, die Charles Henry Bentinck als Generalkonsul in Addis Abeba, der Hauptstadt Äthiopiens verbrachte. Am 17. Januar 1929 ernannte ihn König Georg V. zum Minister des britischen auswärtigen Dienstes in der Doppelstelle für Peru und Ecuador. Diese Position hatte er bis 1933 inne. Von 1934 bis 1936 arbeitete er als Minister in Bulgarien.
Anschließend diente er in derselben Position von 1936 bis 1937 in der Hauptstadt der Tschechoslowakei, Prag. 1937 wurde er als Knight Commander des Order of St. Michael and St. George geadelt und führte fortan das Prädikat Sir. Seine letzte Position in diplomatischen Diensten war die des britischen Botschafters in Santiago de Chile, der Hauptstadt von Chile in den Jahren 1937 bis 1940.
Nach seinem Ausscheiden aus dem diplomatischen Dienst studierte er 1941 Theologie am College Wycliffe Hall der Universität Oxford und wurde im selben Jahr zum anglikanischen Deacon geweiht. Er war daraufhin von 1941 bis 1946 Pfarrer in West Farleigh, Kent. 1846 zog er nach Brüssel, wo er bis 1848 als Militärkaplan der britischen Truppen in Belgien fungierte und Ehren-Kaplan der britischen Botschaft wurde.
Seine am 9. Mai 1922 geschlossene Ehe mit Lucy Victoria Buxton (1893–1978), Tochter des Sir Thomas Buxton, 4. Baronet (1865–1919), blieb kinderlos.
Charles Henry Bentinck starb am 26. März 1955 in Brüssel.